# 古川貞二郎
古川 貞二郎（ふるかわ ていじろう、1934年〈昭和9年〉9月11日 - 2022年〈令和4年〉9月5日）は、日本の厚生官僚。
厚生事務次官、内閣官房副長官、株式会社麻生監査役、社会福祉法人恩賜財団母子愛育会会長・理事長を歴任。
村山内閣から小泉内閣にかけて内閣官房副長官を務め（在職日数3133日）、2021年7月25日に杉田和博に更新されるまで歴代最長の内閣官房副長官だった。

## エピソード

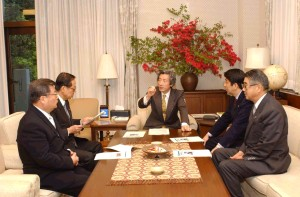
2002年4月26日、内閣総理大臣官邸にて内閣総理大臣小泉純一郎（中央）、内閣官房長官福田康夫（左から2人目）、内閣官房副長官安倍晋三（右から2人目）、上野公成（左端）と

九州大学在学中にも国家公務員採用上級甲種試験を受験するが、失敗。郷里でもある佐賀県庁への入庁を希望していたが、当時佐賀県職員の募集が行われていなかったため、長崎県庁へ入庁。また、九州大学入学以前に一年間のみ佐賀大学文理学部に在籍していた。
長崎県職員時代に国家公務員試験を受けるが、官庁訪問で厚生省を訪問した際には、一度面接で落とされている。「どうしても福祉の仕事に携わりたいので、長崎へは帰りません」と必死の談判をし、その日は帰路につく。後日採用通知が来たという。
趣味は家庭菜園。信条は｢道は必ず開ける｣。
厚生省事務次官の退官記念に、井関農機製のミニ耕運機「ランドミニ」を餞別として贈られており、千葉大網にある畑で使用していた。
また、麻生太郎が大株主であり、麻生太郎の弟である麻生泰が経営する株式会社「麻生」にて、役員に就任し、監査役を務めていた。

## 著書
- 古川貞二郎『霞が関半生記―5人の総理を支えて』佐賀新聞社（原著2005/4/1）。ISBN 978-4882981503。
- 古川貞二郎『霞が関半生記―5人の総理を支えて 新装増訂刷版』佐賀新聞社（原著2011/9/1）。ISBN 978-4882981787。
- 古川貞二郎『私の履歴書』日経BPマーケティング（原著2015/10/1）。ISBN 978-4532169756。
- 古川貞二郎『鎮魂 ハルの生涯』文藝春秋企画出版部（原著2019/9/30）。ISBN 978-4160089594。
- 冨田和成、他『母の教え VIII 人格は3歳までに決まる。』財界研究所（原著2021/7/1）。ISBN 978-4879321466。
- 佐藤裁也、他『沖縄担当2000日の記録 - 平成の沖縄振興』信山社（原著2022/8/12）。ISBN 978-4797285024。 序文 寄稿

## 略歴
- 1934年：佐賀県大和町の農家に生まれる。佐賀県立佐賀高等学校（現在の佐賀県立佐賀西高等学校）を卒業し佐賀大学へ進学するが中退、九州大学に再入学する。
- 1958年：九州大学法学部法律学科卒業。長崎県庁入庁。総務部[4]。
- 1959年9月：国家公務員上級試験（行政）に合格[4]。
- 1960年1月1日：厚生省入省。年金局国民年金課[4]。
- 1978年6月23日：医務局管理課長。
- 1982年8月27日：医務局総務課長。
- 1984年7月1日：健康政策局総務課長。
- 1985年8月27日：大臣官房審議官（医療保険担当）。
- 1986年6月：内閣官房首席内閣参事官（現在の内閣総務官にあたる）､（併）内閣総理大臣官房総務課長。
昭和天皇の崩御による「大喪の礼」や明仁天皇の「即位の礼」に関係する一連の行事を、官僚の事務方として指揮する。
- 1989年6月27日：児童家庭局長。
- 1990年6月29日：大臣官房長。
- 1992年7月1日：保険局長。
- 1993年6月29日：厚生事務次官。
- 1994年9月：厚生省顧問。
- 1995年2月24日：内閣官房副長官。
- 在任期間は8年7ヶ月（3164日）にも渡り、前任者の石原信雄を抜いて歴代最長の在任記録保持者である。在任中のアメリカ同時多発テロ事件直後に、内閣にイラク攻撃の米軍支援のため、日本の自衛隊艦船（イージス艦）を戦争域内に派遣するための具体的方策策定のためのプロジェクトチームを作る[5]。また、現内閣総理大臣官邸整備事業を取り仕切る。
- 2003年9月22日：退官。
- 2003年：早稲田大学大学院公共経営研究科客員教授（兼任）。
- 2004年7月1日：九州電力株式会社非常勤顧問。
- 2006年：春の叙勲で旭日大綬章を受章[6]。
- 2022年9月5日　敗血症のため東京都内の病院で死去[1][7]。87歳没。死没日付をもって正三位に叙された[8]。

## その他の役職
- 財団法人SBI子ども希望財団理事
- 財団法人九州大学学術研究都市推進機構顧問
- 財団法人浩志会会長
- 社団法人国際音楽交流協会顧問
- 特定非営利活動法人日本防災士機構会長
- くるめつつじ会顧問
- 財団法人損保ジャパン記念財団理事
- 社団法人先端技術産業戦略推進機構名誉顧問
- 財団法人日本法制学会評議員会議長
- 有限責任中間法人小林がん学術振興会理事
- 日本心臓ペースメーカー友の会顧問
- がんをがんがん減らすボランティアの会顧問